# ماریو سپرون
ماریو سپرون (به ایتالیایی: Mario Sperone) بازیکن فوتبال و اهل ایتالیا است که از سال ۱۹۲۷ میلادی عضو تیم ملی فوتبال ایتالیا بوده و در ۲ بازی ملی حضور داشته‌است. او در بازی‌های ملی‌اش گلی به ثمر نرساند.
ماریو سپرون آخرین بازی ملی خود را در سال ۱۹۲۷ میلادی انجام داد.